# Hněvošice
Hněvošice település Csehországban, a Opavai járásban. Hněvošice Oldřišov, Služovice, Rohov és Kobeřice településekkel határos. Lakosainak száma 1003 fő (2024. január 1.).

## Népesség
A település lakosságának változását az alábbi diagram mutatja:
| Lakosok száma | 528  | 580  | 629  | 658  | 873  | 1024 | 1008 | 1001 | 1008 | 1003 |
|               | 1869 | 1890 | 1921 | 1950 | 1980 | 2001 | 2017 | 2019 | 2022 | 2024 |